# Margareta Jersild
Margareta Jersild, född 19 juli 1937, är en svensk musiketnolog, verksam vid Svenskt visarkiv sedan 1962. Jersild ansvarar sedan 1983 för den musikvetenskapliga delen av arbetet med "Sveriges medeltida ballader". Hon är kusin till P.C. Jersild.